# KY Cygni
KY Cygni je červený veleobr spektrálního typu M3.4 nacházející se v souhvězdí Labutě. Jedná se o jednu z největších známých hvězd, odhadovaný poloměr je 1420krát větší než poloměr Slunce. Svítivost hvězdy KY Cygni je také enormní, jedná se o asi 300 000 násobek svítivosti Slunce. Hvězda se nachází přibližně 5 000 světelných let daleko.
KY Cygni leží poblíž jasné otevřené hvězdokupy Messier 29 (NGC 6913), ale není považována za jejího člena. Místo je blízko jasné hvězdy γ Cygni. Jako proměnná hvězda byla identifikována v roce 1930 a později pojmenována jako KY Cygni. KY Cygni je silně zčervenalá v důsledku mezihvězdného zániku a na vizuálních vlnových délkách ztrácí odhadem 7,75 magnitud.